# Mount Mangin
Mount Mangin (französisch Massif Mangin) ist ein 2040 m hoher Berg auf der westantarktischen Adelaide-Insel. Er ragt 8 km nordöstlich des Mount Barré in der Princess Royal Range auf.
Teilnehmer der Fünften Französischen Antarktisexpedition (1908–1910) des Polarforschers Jean-Baptiste Charcot entdeckten und kartierten ihn grob. Charcot benannte ihn nach dem französischen Botaniker Louis Alexandre Mangin (1852–1937). Das Advisory Committee on Antarctic Names übertrug die französische Benennung 1950 ins Englische.